# استنا لاین
استنا لاین (انگلیسی: Stena Line) شرکت ترابری سوئدی است، که در سال ۱۹۶۲ تأسیس شد.